# Rodrigo Gil Ruiz
Rodrigo Gil Ruiz (Madrid, 16 de enero de 1879 - ?) fue un militar español.

## Biografía
Nació en Madrid en 1879. Ingresó en el Ejército y se convirtió en oficial de artillería. Fue miembro de la masonería. De ideología socialista, durante la Dictadura de Primo de Rivera estuvo implicado en las conspiraciones contra el régimen, en el marco del conflicto que el dictador tuvo con el cuerpo de artilleros. Tras la proclamación de la República, se afilió a la Unión Militar Republicana Antifascista (UMRA).
En julio de 1936 ostentaba el rango de teniente coronel y desde enero de 1934 era Director del Parque del Ejército número 1 de Madrid, establecimiento que tenía a su cargo servicios de municionamiento, armamento y material Cuando se produjo el estallido de la Guerra Civil, Gil Ruiz repartió armas entre la población para hacer frente a la sublevación militar. En septiembre de 1936 fue nombrado Subsecretario de Guerra en el gobierno de Francisco Largo Caballero, dimitiendo poco después del puesto. Durante la contienda ascendió a coronel. En marzo de 1939 apoyó la sublevación del coronel Casado y al final de la contienda embarcó en el Galatea junto a otros militares republicanos, viviendo durante algún tiempo exiliado en el Reino Unido.